# Otto Rasch
Otto Rasch (7 de dezembro de 1891 – 1 de novembro de 1948) foi um SS-Gruppenführer que comandou a Einsatzgruppe C até outubro de 1941.

## História
Rasch nasceu em Friedrichsruh, Aumühle. Com seus dois doutorados, era conhecido no alto escalão nazista como "Dr Dr Rasch", seguindo uma tradição acadêmica alemã.

### Primeira Guerra Mundial
Durante a Primeira Guerra Mundial, serviu na Marinha Imperial, chegando à patente de tenente. No pós guerra saiu da marinha e trabalhou como advogado em Leipzig, tendo no ano de 1931 se alistado no NSDAP, entrando dois anos depois para a Schutzstaffel. Anos mais tarde, em 1938 foi nomeado comandante da Gestapo em Frankfurt.
No início de 1939 se tornou chefe da SD em Praga, e comandante da SD e a Sicherheitspolizei (Sipo) em Königsberg.

### Segunda Guerra Mundial

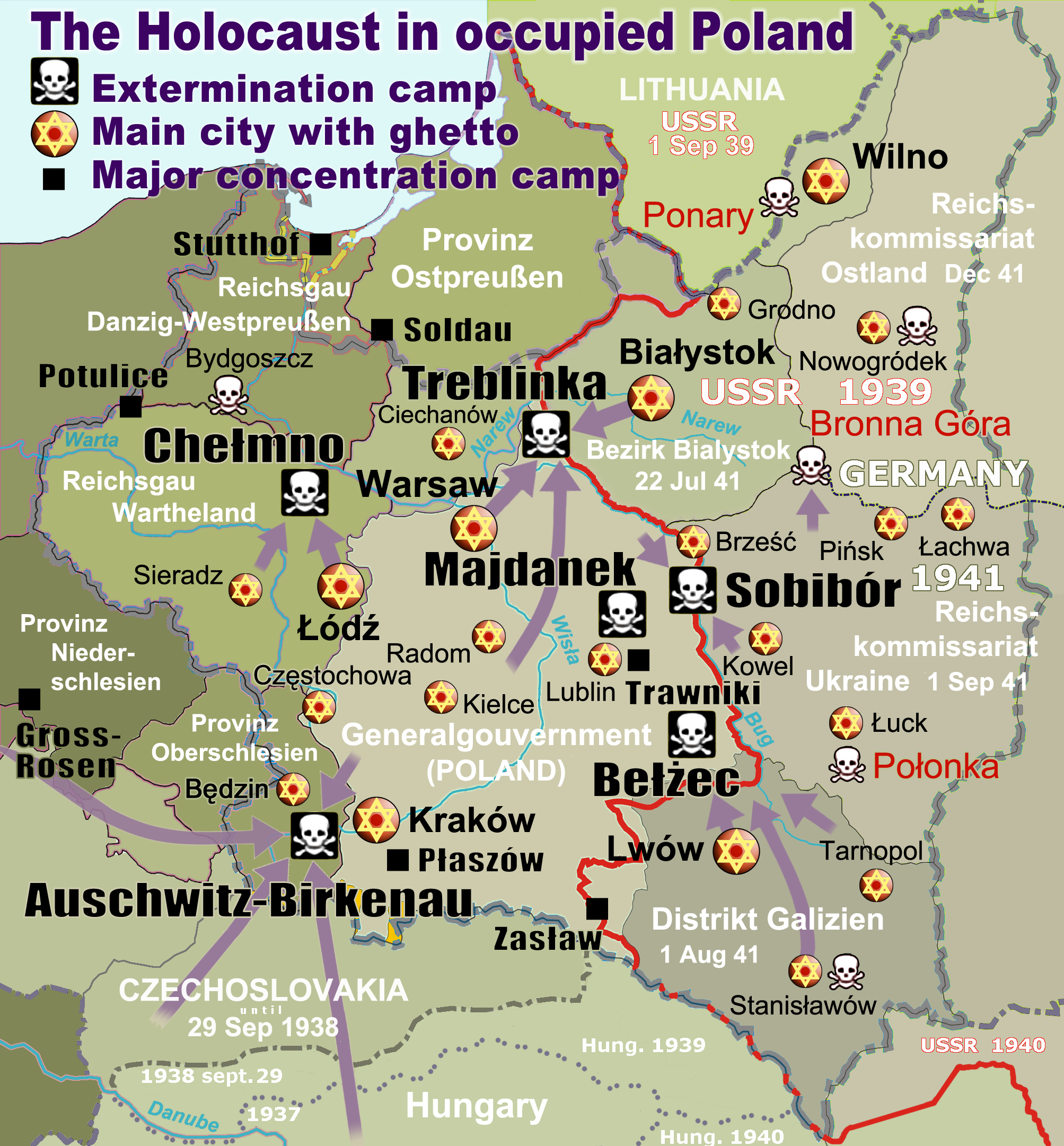
Localização do campo de concentração de Soldau.

Obteve o apoio de Reinhard Heydrich para a criação do campo de concentração de Soldau entre os meses de janeiro e fevereiro de 1940, local onde os presos políticos eram executados em segredo. Comandou o Einsatzgruppe C entre os meses de junho e outubro de 1941, sendo o responsável pelo massacre de Babi Yar, onde foram mortos 33.771 judeus de Kiev e outros 60.000 ciganos, além de agentes russos da NKVD.
Por estes crimes cometidos, foi preso ao término da Segunda Guerra Mundial e enfrentou os julgamentos do Processo Einsatzgruppen ocorrido no ano de 1948.
Otto Rasch faleceu devido ao mal de Parkinson no dia 1 de novembro de 1948.